# Драгобраще
Драгобраще или Драгобраща (на македонска литературна норма: Драгобраште) е село в Община Виница, Северна Македония.

## География
Селото е разположено на изток от град Виница. Особеностите на релефа са причината много от селата в района да са от пръснат тип, съставени от няколко отделни махали. Драгобраще включва махалите Чукарлии, Мирмарци, Бърболковци, Софинци, Криворамци, Капетанци и други.

## История

### Етимология
Според академик Иван Дуриданов името е от притежателно прилагателно със суфикс -jā, женски род според вьсь, „село“, от *Драгобратја, производно от личното име Драгобрат и съответства на сръбското селищно име Драгобраћа.

### В Османската империя
В XIX век Драгобраще е най-голямото изцяло българско село на територията на днешната Община Виница. Църквата „Успение Богородично“ в махалата Чукарлии е от 1883 година. Иконите на иконостаса са от XIX век, от зограф Андон и неизвестни автори. В непосредствена близост на селото се намира и манастирът „Възнесение Господне“ („Свети Спас“). Темелният му камък е поставен на 12 октомври 1996 година от Стефан Брегалнишки. В селото има поща и здравен дом.
Според статистиката на Васил Кънчов („Македония. Етнография и статистика“) от 1900 г. Драгобраща е има 700 жители, всички българи християни.
Цялото население на селото е под върховенството на Българската екзархия. По данни на секретаря на екзархията Димитър Мишев („La Macédoine et sa Population Chrétienne“) в 1905 година в Драгобраща има 488 българи екзархисти и в селото работи българско училище.
При избухването на Балканската война в 1912 година 5 души от селото са доброволци в Македоно-одринското опълчение.
По време на Междусъюзническата война в село Драгобраща са погребани 129 български военнослужещи.

### В Сърбия, Югославия и Северна Македония
След Междусъюзническата война селото остава в Сърбия. През декември 1914 година сръбските власти пребиват Милуш Ангелов, Костадин Николов, Ангел Митев, Петре Георгиев, Петре Филипов, Тодор Арсов, Никола Бойчев, Милуш Христов, Коце Николов и други, а петима от изброените умират в резултат на побоя.
Според преброяването от 2002 година селото има 392 жители, всички македонци.
В Драгобраще работи ОУ „Никола Парапунов“ в което учат деца и от околните села.

## Личности
Родени в Драгобраще
- Глигор Попспиров, български революционер, четник на Георги Траянов в 1914 година[10]
- Дончо Христов (1891 – 1933), български революционер, войвода на ВМРО
- Зафир Петров Георгиев (? – 1914), български свещеник и революционер
- Йордан Пешов, български революционер, четник на Георги Траянов в 1914 година[10]
- Стоимир Драгобращки (? – 1925), български революционер, деец на ВМРО
- Стоян Георгиев (1898 – 1933), български революционер, деец на ВМРО

Починали в Драгобраще
- Ангел Винички (1860 – 1902), български революционер от ВМОРО
- Иван Козинаров, български военен деец, подпоручик, загинал през Междусъюзническа война[11]
- Любомир Стефанов, български военен деец, кандидат-офицер, загинал през Междусъюзническа война[12]